# Slomanns Skole
Slomanns Skole var et gymnasium i København, der eksisterede 1885-1912.

## Historie
- 1885: Skolen grundlagdes af Emil Slomann sammen med Frederik Winkel Horn under navnet Den nye Latin- og Realskole på Nørrebro, eller Winkel Horn og Slomanns Latin- og Realskole
- 1887: Skolen skiftede navn til Slomanns Latin- og Realskole, da Frederik Winkel Horn fratrådte
- 1889: Skolen flyttede til Jakob Dannefærds Vej 3 i en bygning tegnet af Frederik L. Levy
- 1892: Skolen fik dimissionsret til afgangseksamen for studerende (dvs. ret til afholdelse af studentereksamen)
- 1912: Skolen nedlagdes, og eleverne overgik til Borgerdydskolen i Helgolandsgade (Vestre Borgerdyd)

Viggo Stuckenberg, Aksel Mikkelsen, H. Edvard Hass og Frederik Galatius var blandt skolens lærere.

## Kendte studenter
- 1892: Bertel Bing
- 1894: Rudolf Christiani
- 1897: Alfred Raffel
- 1898: Kai Bing, Theodor Hauch-Fausbøll
- ????: Valdemar Møller
- 1900: Victor Lemkow
- 1904: Edgar Rubin
- 1905: Povl Drachmann
- 1907: Jens Locher
- 19??: Valdemar J.F. Wulff

|  | Denne artikel om en bygning eller et bygningsværk kan blive bedre, hvis der indsættes et (bedre) billede. Du kan hjælpe ved at afsøge Wikimedia Commons for et passende billede eller lægge et op på Wikimedia Commons med en af de tilladte licenser og indsætte det i artiklen. |

55°41′01.6″N 12°33′16.6″Ø / 55.683778°N 12.554611°Ø